# 北勢多郡

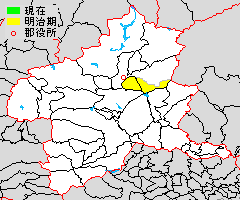
群馬県北勢多郡の範囲

北勢多郡（きたせたぐん）は群馬県にあった郡。

## 郡域
1878年（明治11年）に行政区画として発足した当時の郡域は、下記の区域に相当する。
- 昭和村の全域
- 沼田市の一部（利根町日影南郷、利根町青木、利根町砂川、利根町輪組、利根町多那、利根町石戸新田、利根町根利）

## 歴史
国郡里制から近世まで概ね継承された郡である勢多郡のうち赤城山北麓の地域が、明治11年の郡区町村編制法施行に際して分割されてできた。郡制施行（群馬県では明治29年）では全国的に郡が大きく再編されているが、このとき北接する利根郡に統合され、北勢多郡という郡は廃止された。結果的には、北勢多郡の領域が勢多郡から利根郡へ所属替えとなるような境界変更がなされたことになる。
北勢多郡は分割時の町村数にして元の勢多郡の約8%に過ぎない小部分であるうえ、当初から利根郡と併せて1つの郡役場の管轄とされている。この事実は、当時の行政担当者が、北勢多郡の領域は名目上は勢多郡であるが、運営上の都合としては利根郡の一部として取り扱うべきと認識していたことを意味する。郡制施行に際しての再編は、この認識に名目を整合させたものと考えられる。以上の事実は、名目上の郡と地域区分の実態との間に明治以前から齟齬が生じていた可能性を示唆する。

### 郡発足までの沿革
- 「旧高旧領取調帳」に記載されている明治初年時点での、後の当郡域の支配は以下の通り。幕府領は関東在方掛の岩鼻陣屋が管轄。（15村）

| 知行         | 知行           | 村数 | 村名                                                                             |
| ------------ | -------------- | ---- | -------------------------------------------------------------------------------- |
| 幕府領       | 幕府領         | 9村  | 森下村、栃久保村、根利村、生越村、石戸新田、砂川村、青木村、日影南郷村、下水良村 |
| 藩領         | 上野前橋藩     | 3村  | 長者ヶ窪村、多那村、輪組村                                                       |
| 幕府領・藩領 | 幕府領・前橋藩 | 2村  | 糸井村、川額村                                                                   |
| 幕府領・藩領 | 旗本領・前橋藩 | 1村  | 貝野瀬村                                                                         |

- 慶応4年（1868年）6月17日 - 新政府が岩鼻陣屋に岩鼻県を設置。幕府領・旗本領を管轄。
- 明治初年 - 前橋藩の領地替えにより、幕府領の一部（糸井村、生越村、川額村、石戸新田、砂川村、青木村、日影南郷村、下水良村）が前橋藩領となる。
- 明治4年（1871年）
  - 7月14日 - 廃藩置県により藩領が前橋県の管轄となる。
  - 10月28日 - 第1次府県統合により、全域が群馬県（第1次）の管轄となる。
- 明治6年（1873年）6月15日 - 熊谷県の管轄となる。
- 明治8年（1875年） - 長者ヶ窪村が糸井村に合併。（14村）
- 明治9年（1876年）8月21日 - 第2次府県統合により、熊谷県が武蔵国の管轄地域を埼玉県に合併して群馬県（第2次）に改称。当郡域は群馬県の管轄となる。
- 明治10年（1877年） - 下水良村が日影南郷村に合併。（13村）

### 郡発足後の沿革

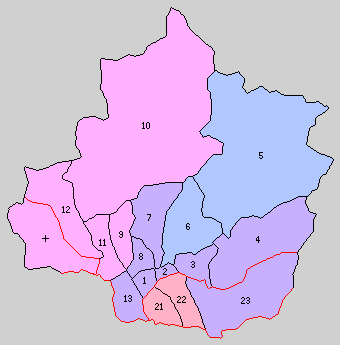
21.久呂保村 22.糸之瀬村 23.赤城根村（紫：沼田市 赤：昭和村 1 - 13は利根郡 ＋は吾妻郡久賀村）

- 明治11年（1878年）7月22日 - 郡区町村編制法の施行により、勢多郡のうち13村の区域に、行政区画としての北勢多郡が発足。「利根北勢多郡役所」が利根郡沼田町に設置され、同郡とともに管轄。
- 明治22年（1889年）4月1日 - 町村制の施行により、以下の村が発足。（3村）
  - 久呂保村 ← 森下村、川額村、栃久保村（現・昭和村）
  - 糸之瀬村 ← 糸井村、貝野瀬村（現・昭和村）
  - 赤城根村 ← 生越村（現・昭和村）、日影南郷村、青木村、砂川村、輪組村、多那村、石戸新田、根利村、利根郡小松村、柿平村、日向南郷村（現・沼田市）
- 明治29年（1896年）4月1日 - 郡制の施行のため、利根郡・北勢多郡および吾妻郡の一部（久賀村）の区域をもって、改めて利根郡が発足。同日北勢多郡廃止。